# Southend United F.C.
Southend United FC là một câu lạc bộ bóng đá có trụ sở tại Southend-on-Sea, Essex, Anh. Kể từ mùa giải 2020-2021, đội bóng thi đấu tại National League.

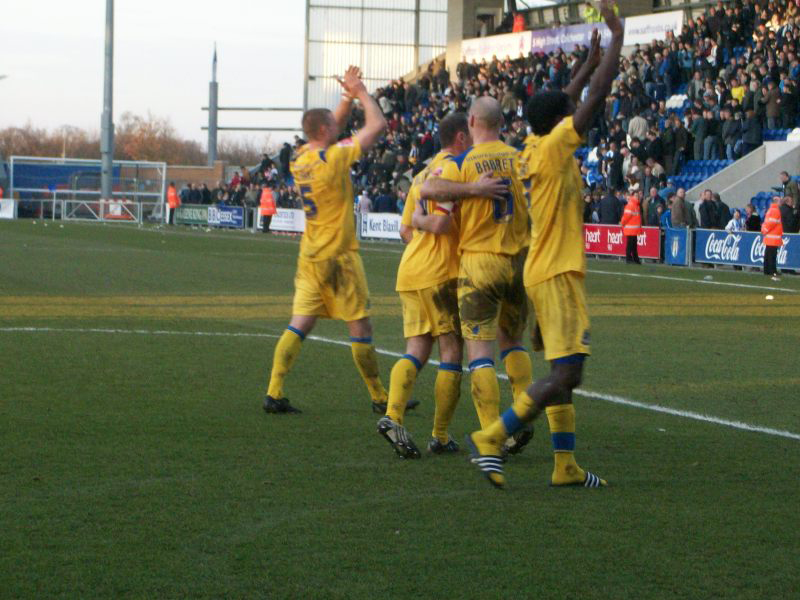
Cầu thủ câu lạc bộ Southend

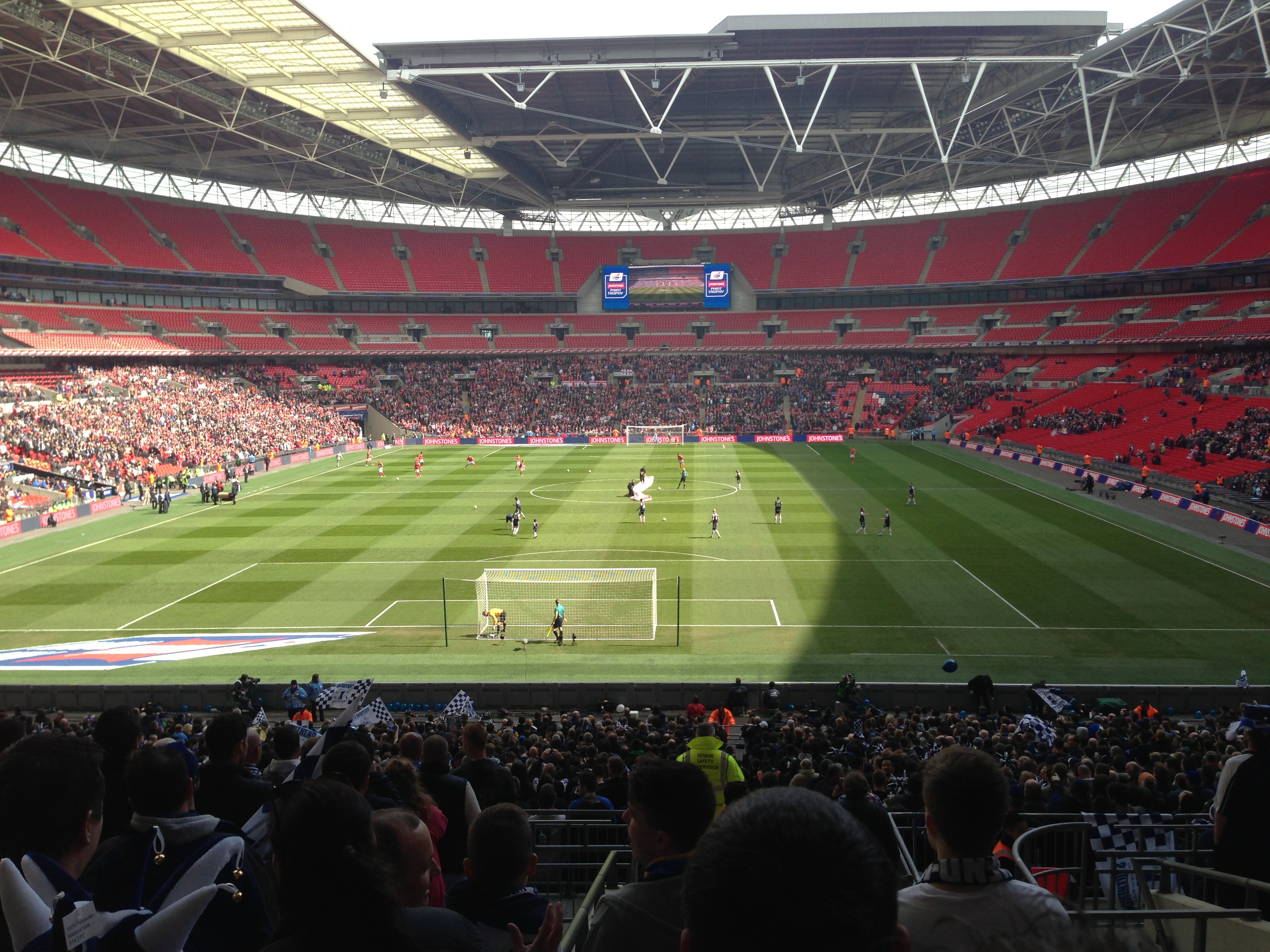
Câu lạc bộ Southend United thi đấu tại sân vận động Wembley

## Danh hiệu
- League One/Third Division (Giải hạng 3)
  - Nhà vô địch mùa giải 2005–06
  - Á quân mùa giải 1990–91
- League Two/Fourth Division (Giải hạng 4)
  - Nhà vô địch mùa giải 1980–81[2]
  - Á quân các mùa giải 1971–72, 1977–78[2]
  - Thăng hạng ba mùa giải 1986–87
  - Đội thắng trận play-off các mùa giải 2004–05, 2014–15[3][4]
- Football League Trophy
  - Á quân các mùa giải 2003–04, 2004–05, 2012–13[5][6][7]
- Southern League Second Division
  - Nhà vô địch các mùa giải 1906–07, 1907–08
  - Á quân mùa giải 1912–13
- Essex Professional Cup
  - Nhà vô địch các mùa giải 1950, 1953, 1954, 1955, 1957, 1962, 1965, 1967, 1972, 1973
- Essex Senior Cup
  - Nhà vô địch các mùa giải 1983, 1991, 1997, 2008
- Essex Thameside Trophy
  - Nhà vô địch mùa giải 1990[8]